# اسپرینگفیلد (میزوری)

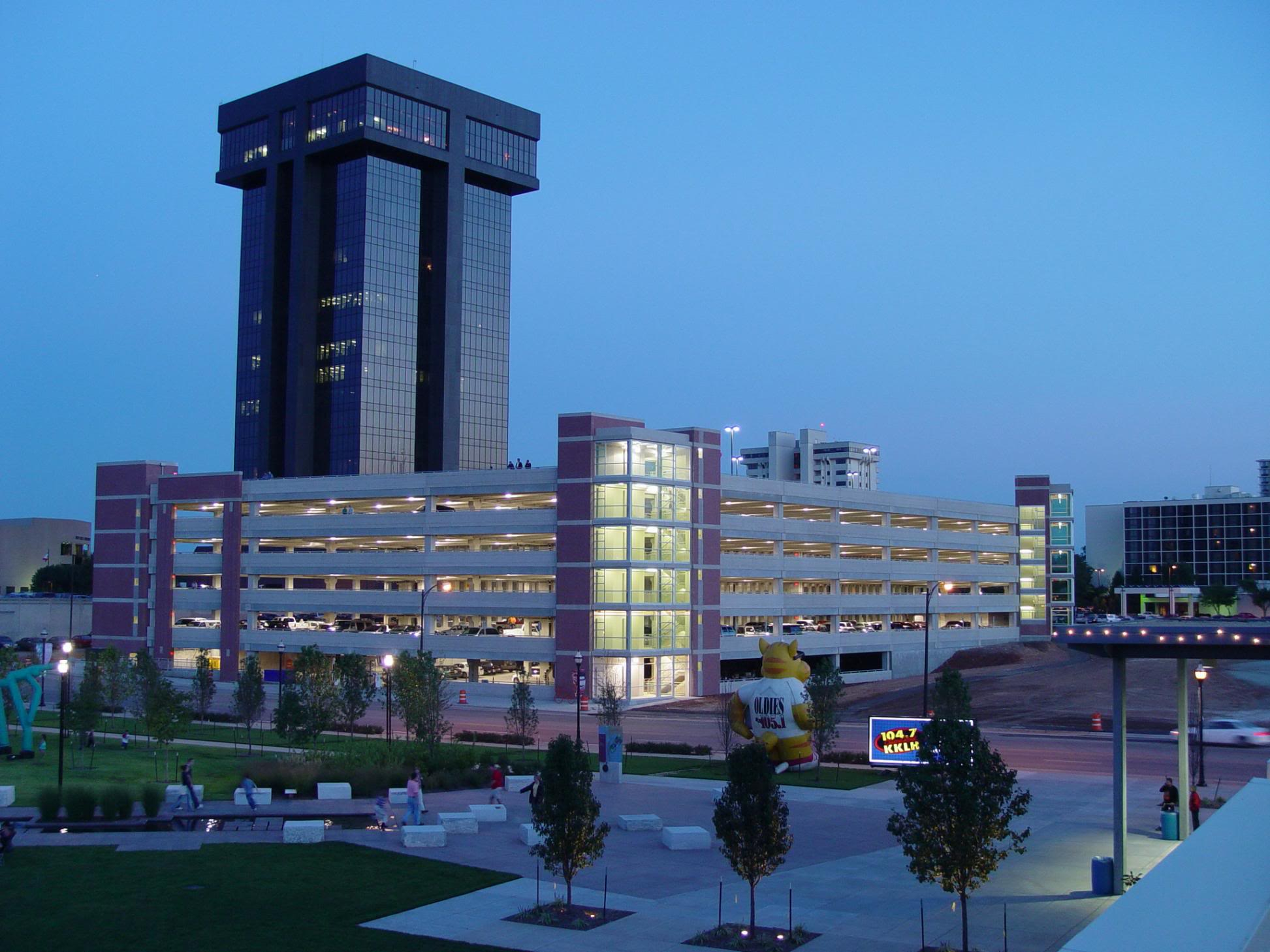

اسپرینگفیلد (به انگلیسی: Springfield) شهری در شهرستان گرین و شهرستان کریستین ایالت میزوری است که جمعیت آن در سرشماری سال ۲۰۱۰ میلادی ۱۵۹۴۹۸ نفر بوده‌است.
اسپرینگفیلد سومین شهر بزرگ میزوری است. اسپرینگفیلد خانه تیم بیسبال لیگ تگزاس اسپرینگفیلد کاردینالز و همین‌طور تیم تنیس اسپرینگفیلد لیزرز است. فرودگاه اصلی اسپرینگفیلد فرودگاه ملی برنسون اسپرینگفیلد است که به ۱۲ شهر پرواز دارد.